# Марин Оршулич
Марин Оршулич (роден на 25 август 1987 г. в Меткович, днешна Хърватия) е бивш хърватски футболист, играл на поста централен защитник, който след края на кариерата си работи като треньор.

## Кариера на клубно ниво
На юношеско ниво Оршулич преминава през отборите на Гусар и Ядран Лука Плоче, преди през 2005 г. да бъде привлече от ФК Загреб. Той остава там в продължение на седем сезона и половина, като през това време записва участие в 105 срещи за първенство и отбелязва 5 гола. В началото на 2013 г. преминава в тима на Хазар (Ленкоран), където играе в 13 срещи. През септември същата година се връща в родината си, за да играе за НК Задар, където се задържа един сезон. Там е използван предимно като дефанзивен халф и изиграва 20 мача за първенство и 3 за купата на страната.

На 18 юли 2014 г., след като изкарва кратък пробен период, Оршулич подписва за една година с ЦСКА. Първоначално той е резерва, но след като в началото на октомври Валентин Илиев получава травма в глезена, която го вади от игра за месеци, Оршулич се възползва от шанса си и се налага в първия състав, записвайки добри игри.

С оглед на хаоса, настъпил в ЦСКА в края на сезона, неизплащането на заплати и несигурното бъдеще на отбора обаче, Оршулич напуска и през август 2015 г. преминава в норвежкия отбор Трумсьо. След кратък престой там той сменя дестинацията за пореден път, като подписва през януари 2016 г. с кипърския Омония. Там той не успява да се наложи и през февруари 2017 г. подписва с тогава втородивизионния южнокорейския тим ФК Сунгам. След общо 17 мача за първенство и 3 за купата на страната в рамките на година и половина, през лятото на 2018 г. Оршулич напуска и този отбор.

През януари 2019 г., след половин година като свободен агент, той е привлечен в казахстанския отбор Кайсар с договор до края на сезона. Треньор там по това време е Стойчо Младенов, който познава качествата на играча от престоя му в ЦСКА. Седмица по-късно обаче той разтрогва договора си и напуска отбора, след което и слага край на кариерата си.

## Кариера като треньор
През юли 2019 г. Оршулич поема своя пръв отбор – състезаващият се тогава в хърватската Трета футболна лига Неретванац Опузен. В края на 2019 г. за месец и половина е треньор на Ядран Лука Плоче, който обаче напуска през януари 2020 г., за да стане технически директор на Интер (Запрешич). През юли 2021 г. отново е назначен за треньор на Ядран Лука Плоче, но напуска поста си април 2022 г. 
През юли 2023 г. той поема четвъртодивизионния НК Задар, подписвайки едногодишен договор, но напуска, след като не успява да класира отбора в по-горна дивизия. През юли 2024 г. той става треньор на състезаващия се в Трета лига НК Солин, подписвайки едногодишен договор. За всеобща изненада, още в средата на октомври 2024 г. той напуска тима, за да се присъедини към Шибеник като помощник на Марко Картело. На 12 ноември 2024 г., след като Картело е върнат на позицията си като шеф на ДЮШ, Оршулич е освободен.

## Личен живот
Баща му също е бил професионален футболист, играл за отборите на Осиек и Хайдук (Сплит). Самият Оршулич е фен на Хайдук (Сплит), а от чуждестранните отбори – на Реал Мадрид и Челси.